# Dawson Springs
Dawson Springs è un comune degli Stati Uniti d'America, situato nello Stato del Kentucky, diviso tra la contea di Hopkins e la contea di Caldwell.
Nella nottata del 10 dicembre 2021 il 75% di Dawson Springs è stato raso al suolo da un tornado classificato EF4 che ha causato in questa località 14 vittime. Lo stesso tornado prima di abbattersi su questa città aveva devastato Mayfield